# Kohtla (plaats)
Kohtla is een plaats in de Estlandse gemeente Toila (Estisch: Toila vald), provincie Ida-Virumaa. De plaats heeft de status van dorp (Estisch: küla). Tot in 2017 was het de hoofdplaats van de gemeente Kohtla (Kohtla vald). In dat jaar ging die gemeente op in de gemeente Toila.

## Bevolking
Het dorp had 78 inwoners op 31 december 2011 en 64 inwoners op 31 december 2021.

## Geschiedenis
Kohtla (ook wel Kohtla-Vanaküla, ‘het oude dorp Kohtla’, genoemd) werd in 1241 voor het eerst vermeld, maar wel onder een andere naam: Odri. Het bijbehorende landgoed Kohtla (Duits: Kochtel) werd in 1419 voor het eerst vermeld. Vanaf 1750 tot aan de onteigening in het kader van de landhervorming in 1919, was het landgoed eigendom van de Baltisch-Duitse adellijke familie Stackelberg. Het bijbehorende landhuis brandde in 1941 tijdens de Tweede Wereldoorlog af.
Archeologen hebben in de buurt van Kohtla diverse vondsten gedaan, zoals Arabische munten uit de achtste en negende eeuw.

## Station

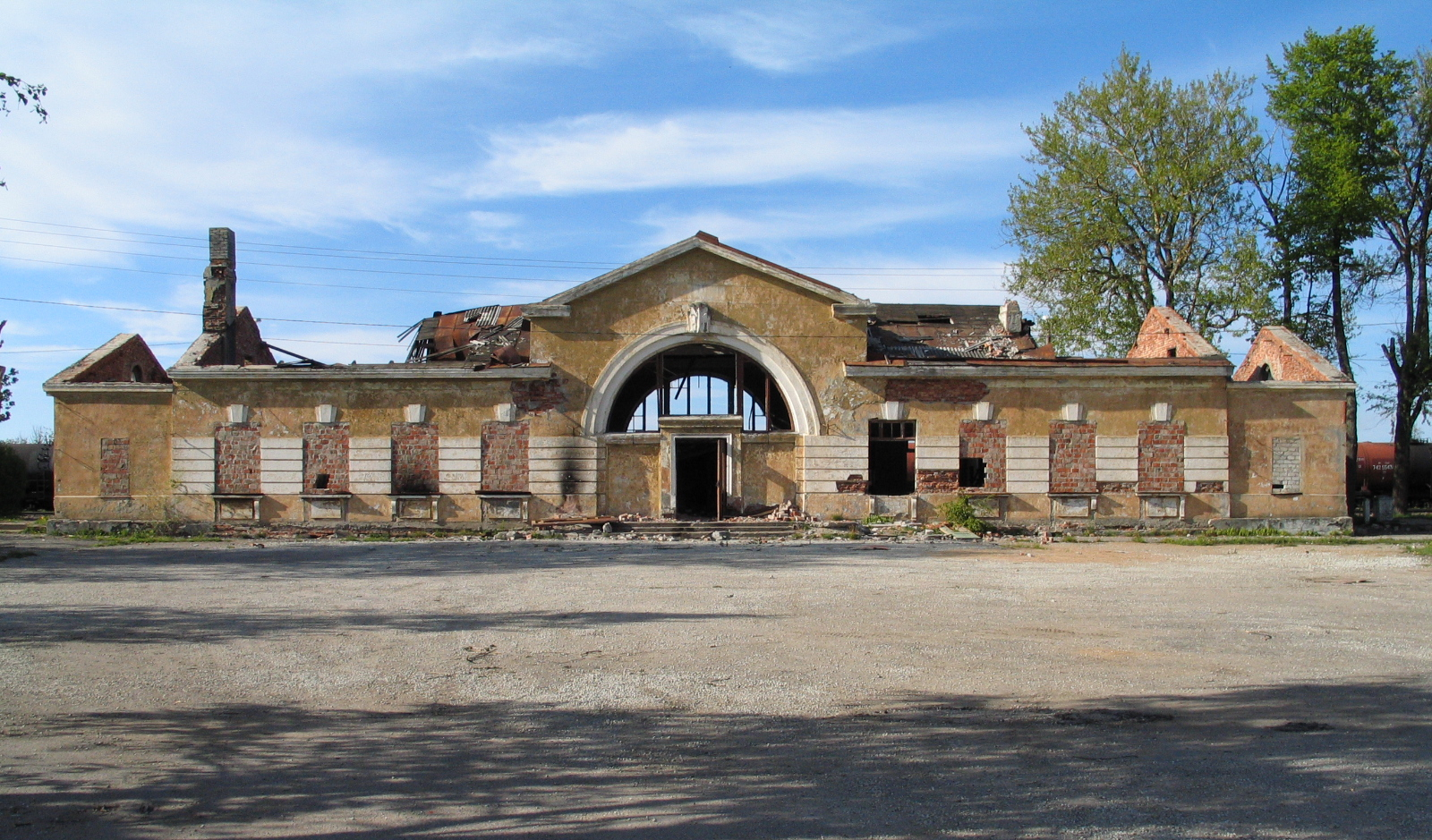
Het station Kohtla in 2004, reeds ontmanteld

Kohtla ligt aan de spoorlijn Tallinn - Narva, die in 1870 in gebruik werd genomen. In 1876 werd het station Kohtla geopend. In 1950 kreeg het station een nieuw stationsgebouw, dat in 2011 is afgebroken.
In 2014 werd het station gesloten voor het reizigersverkeer. In plaats daarvan ging in Kohtla-Nõmme, 1,5 km westelijker, een nieuw station open.